# 25931 Peterhu
25931 Peterhu è un asteroide della fascia principale. Scoperto nel 2001, presenta un'orbita caratterizzata da un semiasse maggiore pari a 2,7874479 UA e da un'eccentricità di 0,0653704, inclinata di 3,37218° rispetto all'eclittica.